# Atila
Atila (procjena godine rođenja od 395. do  406. – smrt 453.) bio je vladar Huna od 434. do svoje smrti u ožujku 453. Bio je i vođa plemenskog carstva u Srednjoj i Istočnoj Europi koje je obuhvaćalo Hune, Ostrogote, Alane i Bugare.
Tijekom njegove vladavine smatran je najstrašnijim neprijateljem Zapadnog Rimskog Carstva i Bizanta. Dvaput je prešao Dunav i opljačkao Balkan, ali nije uspio zauzeti Konstantinopolis. Nakon njegovog neuspjelog pohoda na Perziju 441. pokrenuo je uspješnu invaziju Bizantskog Carstva, što ga je ohrabrilo da pokrene pohod na Zapadno Rimsko Carstvo. Pokušao je osvojiti i Rimsku Galiju (moderna Francuska), prešavši Rajnu 451. i prodrijevši sve do grada Aurelijana (današnji Orléans) gdje je poražen u bitci na Katalunskim poljima.
Nakon pohoda na Galiju napao je Italiju i opustošio sjeverne rimske provincije, ali nije uspio zauzeti sam Rim. Planirao je daljnje pohode protiv Rimljana i Bizanta, ali je umro 453. Nakon Atiline smrti, njegov bliski savjetnik i saveznik Ardarik kralj Gepida poveo je germansku pobunu protiv hunske vladavine, nakon čega se Hunsko Carstvo brzo raspalo. Atila je ostao zabilježen kao značajni lik u germanskoj herojskoj legendi.

## Izgled i karakter
Nema sačuvanog izvještaja iz prve ruke o Atilinom izgledu, ali postoji mogući izvor iz druge ruke u rukopisu mezijskog povjesničara Jordana, koji citira opis Atile iz djela bizantskog povjesničara Priska.
Neki znanstvenici sugeriraju da je ovaj opis tipično istočnoazijski, jer ima sve kombinirane značajke koje odgovaraju fizičkom tipu ljudi iz Istočne Azije, a Atilini preci možda potječu odatle. Drugi su povjesničari vjerovali da se isti opisi mogu referirati na Skite.

## Značenje imena
Mnogi su znanstvenici tvrdili da je ime Atila istočnogermanskog podrijetla; naziv Atila je nastao od gotske ili gepidske imenice atta, "otac" i deminutivnog sufiksa -ila, što znači "mali otac" (usporedi Wulfila od wulfs "vuk" i -ila, tj. "mali vuk"). Gotičku etimologiju Atilinog imena prvi su predložili Jacob i Wilhelm Grimm početkom 19. stoljeća. Maenchen-Helfen primjećuje da ova derivacija imena "ne nudi ni fonetske ni semantičke poteškoće", a Gerhard Doerfer napominje da je naziv jednostavno ispravan gotički jezik. Alexander Savelyev i Choongwon Jeong (2020.) na sličan način navode da je Atilino ime "moralo biti gotičkog porijekla". Naziv se ponekad tumačio kao germanizacija imena hunskog podrijetla.
Drugi su znanstvenici pretpostavljali tursko podrijetlo imena. Omeljan Pricak smatra riječ Ἀττίλα ("Attila") složenicom koja potječe od turskog *es (veliki, stari), *til (more, ocean) i sufiks /a/. Naglašeni stražnji slog til asimilirao je prednji član es, koji je postao *as. To je nominativ, u obliku attíl- (< *etsíl < *es tíl ) sa značenjem "oceanski, univerzalni vladar". J.J. Mikkola povezao ga je s turskim āt (ime, slava). Kao drugu tursku mogućnost, H. Althof (1902.) smatra da je povezana s turskim atli (konjanik), odnosno turskim at (konj) i dil (jezik). Maenchen-Helfen tvrdi da je Pritsakova izvedba "genijalna, ali iz mnogo razloga neprihvatljiva", dok je Mikkolino tumačenje odbacio kao "previše nategnuto da bi ga se shvatilo ozbiljno". M. Snædal na sličan način primjećuje da niti jedan od ovih prijedloga nije postigao širi konsenzus među stručnjacima. Kritizirajući prijedloge pronalaženja turske ili druge etimologije za ime Atila, Doerfer napominje da je kralj Đuro VI. od Ujedinjenog Kraljevstva imao ime grčkog podrijetla, a Sulejman Veličanstveni imao je ime arapskog podrijetla, ali to ih ne čini Grcima ili Arapima: stoga je vjerojatno da je Atila imao ime koje nije hunskog porijekla. Povjesničar Hyun Jin Kim, međutim, tvrdi da je turska etimologija "vjerojatnija".
M. Snædal, u radu koji odbacuje germansku derivaciju, ali bilježi i probleme s postojećim predloženim turskim etimologijama, tvrdi da je Atilino ime moglo potjecati od tursko-mongolskog at, adyy/agta ("kastrirani konj", "ratni konj") i turskog atli (konjanik), što znači "posjednik kastriranih konja, opskrbljivač ratnim konjima".

## Historiografija i izvori
Proučavanje pisanih izvora o Atili vrlo je izazovno, jer su jedine cjelovite izvore na grčkom i latinskom jeziku napisali neprijatelji Huna. Atilini suvremenici ostavili su mnoga svjedočanstva o njegovu životu, ali od njih su ostali samo fragmenti. Prisk je bio bizantski diplomat i povjesničar koji je pisao na grčkom, a bio je i svjedok i akter priče o Atili, kao član Teodozijevog veleposlanstva na hunskom dvoru 449. Njegova je pristranost očigledna zbog svoje političke pozicije, ali zapisi koje je ostavio danas su glavni izvor informacija o Atilinom životu, a on je i jedina osoba za koju se zna da je zabilježila Atilin fizički opis. Prisk je napisao povijest kasnog Rimskog Carstva u osam knjiga koje pokrivaju razdoblje od 430. do 476.
Od Priskova djela do danas su sačuvani samo fragmenti. Opširno su ga citirali povjesničari 6. stoljeća Prokopije i Jordan. Jordan ga često citira u svom djelu Porijeklo i djela Gota, koji sadrži brojne reference na Priskovu povijest, a također je važan izvor informacija o Hunskom carstvu i njegovim susjedima. Opisuje naslijeđe Atile i Huna stoljeće nakon Atiline smrti. Marcelin Komes, Justinijanov kancelar tijekom iste ere, također opisuje odnose između Huna i Bizantskog Carstva.
Brojni crkveni spisi sadrže korisne, ali fragmentarne informacije, koje je ponekad teško provjeriti zbog postupnog mijenjanja teksta tijekom dugogodišnjeg ručnog prepisivanja između 6. i 17. stoljeća. Mađarski pisci 12. stoljeća htjeli su Hune prikazati u pozitivnom svjetlu kao svoje slavne pretke, te su tako potisnuli određene povijesne elemente i dodali vlastite legende.
Književnost i znanje samih Huna prenosili su se usmeno, putem epova i pjevanih pjesama koje su se prenosile s koljena na koljeno. Fragmenti ove usmene povijesti posredno su dospjeli do nas preko književnosti Skandinavaca i Germana, susjeda Huna, koji su pisali između 9. i 13. stoljeća. Atila je glavni lik u mnogim srednjovjekovnim epovima, kao što su Pjesma o Nibelunzima i razne Edde i sage.
Arheološka istraživanja otkrila su neke detalje o načinu života Huna, njihovoj umjetnosti i načinu ratovanja. Postoji nekoliko tragova bitaka i opsada, ali Atilina grobnica i mjesto njegove prijestolnice još nisu pronađeni.

## Rani život i pozadina
Huni su bili skupina euroazijskih nomada, koji su se pojavili s područja istočno od Volge i migrirali zapadno prema Europi oko 370. gdje su izgradili golemo carstvo. Njihove osnovne tehnike ratovanja bile su odapinjanje strijela tijekom jahanja i bacanje koplja. Iako su bili u procesu razvoja sjedilačkog načina života prije dolaska u zapadnu Europu, Huni su još uvijek bili zajednica uglavnom nomadskih stočara i ratnika čiji su primarni oblik prehrane bili meso i mlijeko, proizvodi njihovih stada.
Podrijetlo i jezik Huna stoljećima su bili predmetom rasprave. Prema nekim teorijama, njihovi vođe su vjerojatno govorili turkijskim jezikom, možda najbliže suvremenom jeziku Čuvaša, a jedan znanstvenik predlaže srodnost hunskog s nekim od jenisejskih jezika.  Prema Enciklopediji europskih naroda, "Huni, osobito oni koji su migrirali na zapad, vjerojatno su bili kombinacija srednjoazijskih turkijskih naroda, Mongola i Opskih Ugra".
Atilin otac Mundzuk je brat kraljeva Oktara i Ruge, koji su zajedno vladali Hunskim Carstvom u ranom 5. stoljeću. Taj je oblik diarhije bio uobičajen kod Huna, ali povjesničari nisu sigurni je li takav oblik vladavine bio institucionaliziran ili samo običajni ili povremen. Njegova je obitelj bila iz plemićke loze, ali nije jasno jesu li činili kraljevsku dinastiju. O Atilinu datumu rođenja još se raspravlja; novinar Éric Deschodt i pisac Herman Schreiber predložili su 395. kao godinu Atilinog rođenja. Međutim, povjesničar Iaroslav Lebedynsky i arheologinja Katalin Escher preferiraju manje preciznu procjenu između 390-ih i prvog desetljeća 5. stoljeća. Nekoliko je povjesničara pak predložilo 406. kao najvjerodostojniju godinu Atilinog rođenja.
Atila je odrastao u svijetu koji se brzo mijenjao. Njegovi su ljudi bili nomadi koji su tek nedavno stigli u Europu. Prešli su rijeku Volgu tijekom 370-ih i anektirali teritorij Alana, a zatim napali Gotsko kraljevstvo između Karpata i Dunava. Bili su to vrlo pokretljiv narod, čiji su strijelci na konjima stekli reputaciju nepobjedivih, a germanska plemena im se nisu uspijevala oduprijeti. Velik broj ljudi bježao je od Huna i preselio se iz Germanije u Rimsko Carstvo na zapadu i jugu, te uz obale Rajne i Dunava. Godine 376. Goti su prešli Dunav i u početku su se pokorili Rimljanima, ali su se ubrzo pobunili protiv cara Valenta Flavija, kojeg su ubili u bitci kod Hadrianopola 378. Veliki broj Vandala, Alana, Sueba i Burgunda u bijegu od Huna prešao je Rajnu i 406. napao Rimsku Galiju. Rimsko Carstvo bilo je od 395. administrativno podijeljeno na Zapadno i Istočno Rimsko Carstvo i njime su vladale dvije različite vlade, jedna sa sjedištem u Raveni na zapadu, a druga u Konstantinopolisu na istoku. Rimski carevi, i istočni i zapadni, za Atilinog su života uglavnom bili iz Teodozijeve dinastije, unatoč mnogim borbama za vlast.
Huni su vladali golemim teritorijom s neodređenim granicama i mnoštvom etnički raznolikih naroda. Neke su narode Huni etnički asimilirali, dok su mnogi zadržali vlastite identitete i vladare, ali su priznavali vrhovnu vlast kralja Huna. Huni su također neizravno generirali političku nestabilnost unutar Rimskog Carstva, tjerajući razna germanska plemena u svojim pohodima na rimski teritorij, no odnosi između Huna i Rimskog Carstvau početku su bili dobri: Rimljani su koristili Hune kao plaćenike protiv Germana, pa čak i u njihovim građanskim ratovima. Tako je uzurpator Ivan uspio regrutirati tisuće Huna u svoju vojsku protiv Valentinijana III. 424. Flavije Aecije, kasnije patricij Zapada, bio je taj koji je upravljao ovom operacijom. Huni i Rimljani su razmijenili veleposlanike i taoce, savez je trajao od 401. do 450. i omogućio Rimljanima brojne vojne pobjede. Huni su smatrali da im Rimljani plaćaju danak, dok su Rimljani to radije smatrali plaćanjem za izvršene usluge. Huni su postali velika sila u vrijeme kada je Atila postao punoljetan za vrijeme vladavine svog strica Ruge (Rugile), do te mjere da je carigradski patrijarh Nestorije osudio situaciju ovim riječima: "Postali su i gospodari i robovi Rimljana".

## Pohodi na Bizantsko Carstvo
Smrt Rugile (također poznatog kao Rua ili Ruga) 434. godine ostavila je vlast ujedinjenih plemena Huna Atili i Bledi sinovima njegovog brata Mundzuka. U vrijeme preuzimanja vlasti dvojice braće, hunska su plemena pregovarala s izaslanicima istočnorimskiog cara Teodozija II povratak nekoliko odmetnika koji su se sklonili unutar Istočnog Rimskog Carstva i koje je Rimsko Carstvo štitilo, vjerojatno hunskih plemića koji se nisu slagali s preuzimanjem vlasti dvojice braće.
Sljedeće godine Atila i Bleda susreli su se s carskim izaslanstvom u gradu Margusu (današnji Požarevac) i dogovorili povoljan ugovor s Rimljanima. Pregovori su se odvijali po hunskom običaju sjedivši na konjima. Rimljani su se obvezali vratiti odmetnike, udvostručiti njihov prethodni danak od 350 rimskih funti (oko 115 kg) zlata, otvoriti svoje tržište za hunske trgovce i platiti otkupninu od osam solida za svakog Rimljana kojeg su Huni zarobili. Huni su se obvezali povući se iz Rimskog Carstva i vratiti se na svoj teritorij u Velikoj ugarskoj ravnici, vjerojatno da učvrste i ojačaju svoje carstvo. Teodozije je iskoristio ovu priliku da ojača zidine Carigrada, podigao je i prvi gradski lukobran i utvrdio graničnu obranu duž Dunava.
Huni su sljedećih nekoliko godina ostali u miru s Rimljanima dok su napadali Sasanidsko Carstvo, ali su poraženi u Armeniji od Sasanida, te odustali od invazije i ponovo okrenuli pozornost prema Europi. Godine 440. pojavili su se na granicama Rimskog Carstva i započeli napade na trgovačke karavane na sjevernoj obali Dunava koja je uspostavljena ugovorom iz 435. godine.
Prešavši Dunav opustošili su riječne utvrde i gradove Ilirika, uključujući i mezijski grad Viminacium (prema Priskovim zapisima), a njihovo je napredovanje počelo kod Margusa, gdje su zahtijevali da im Rimljani predaju lokanog biskupa koji je zadržao imovinu koju je Atila smatrao svojom. Dok su Rimljani raspravljali o biskupovoj sudbini, on se potajno izvukao iz grada, predao Hunima i izdao im grad.
Dok su Huni napadali gradove-države duž Dunava, Vandali (predvođeni Gajzerikom) zauzeli su zapadnorimsku provinciju Afriku i njezin glavni grad Kartagu. Kartaga je bila najbogatija pokrajina Zapadnog Carstva i glavni izvor hrane za Rim. Sasanidski šah Jezdegerd II. napao je Armeniju 441.
Rimljani su prebacili glavninu svojih vojnih snaga s područja Balkana na Siciliju kako bi pokrenuli pohod protiv Vandala u Africi, što je Atili i Bledi otvorilo put za invaziju Balkana kroz Ilirik, kojeg su napali 441. Hunska je vojska opljačkala Margus i Viminacium, a zatim zauzela Singidunum (Beograd) i Sirmium. Tijekom 442. Teodozije je povukao svoje trupe sa Sicilije i naredio veliko izdanje novih kovanica za financiranje operacija protiv Huna. Vjerovao je da može pobijediti Hune i odbio je pregovore s hunskim kraljevima.
Atila je odgovorio novim pohodom 443. Po prvi put njegove su snage bile opremljene udarnim ovnovima i opsadnim kulama na kotače, s kojima su uspješno napali i osvojili vojna središta Ratiara i Naissus (Niš) i izvršili masakr nad stanovništvom. Prisk je napisao: "Kad smo stigli u Naissus, zatekli smo grad napušten, kao da je opljačkan; samo je nekoliko bolesnika ležalo u crkvama. Zaustavili smo se na maloj udaljenosti od rijeke, na otvorenom prostoru, jer je sva zemlja uz obalu bila puna kostiju ljudi poginulih u ratu."
Napredujući uz rijeku Nišavu, Huni su zatim zauzeli Serdiku (Sofija), Filipopolis (Plovdiv) i Arcadiopolis (Lüleburgaz). Sukobili su se i uništili rimsku vojsku izvan Konstantinopolisa, ali nisu mogli prodrijeti u sam grad, zaustavio ih je sustav dvostrukih zidina istočne prijestolnice. Porazili su i još jednu rimsku vojsku u blizini Callipolisa (Gelibolu).
Teodozije nije uspio organizirati učinkoviti oružani otpor, te je priznao je poraz, poslavši Magistera milituma per Orientem Anatolija da pregovara s Hunima o uvjetima mira. Uvjeti Huna bili su stroži od prethodnog ugovora iz 435.: car je pristao predati 6000 rimskih funti (oko 2000. kg) zlata kao kaznu za nepoštivanje uvjeta ugovora tijekom invazije, godišnji se danak utrostručio, popevši se na 2100 rimskih funti (oko 700 kg) u zlatu, a otkupnina za svakog rimskog zarobljenika porasla je na 12 solida.
Njihovi su zahtjevi jedno vrijeme bili ispunjeni, a hunski su se kraljevi povukli u unutrašnjost svog carstva. Bleda je umro nakon povlačenja Huna iz Bizanta (vjerojatno oko 445.). Atila je tada preuzeo prijestolje za sebe, postavši jedini vladar Huna.

## Usamljeno kraljevstvo
Godine 447. Atila je ponovno prodro na jug u Bizantsko Carstvo kroz Meziju. Rimska vojska pod gotičkim magister militumom Arnegisklusom pokušala ga je zaustaviti u bitci kod Uta ali je bila poražena, iako je hunskoj vojsci nanijela velike gubitke. Više nije bilo vojske koja bi se mogla suprotstaviti Hunima, te su oni nesmetano harali Balkanskim poluotokom sve do Termopila.
Sam Carigrad spasile su isaurijske trupe magistera milituma per Orientem Zenona zaštićene intervencijom prefekta Konstantina, koji je organizirao obnovu zidina prethodno oštećenih potresima, a na nekim je mjestima dao izgraditi dodatnu liniju utvrda. Kalinik je u svom Životu svetog Hipatija napisao:

## Na zapadu
Godine 450. Atila je objavio svoju namjeru za pokretanjem invazije na vizigotsko kraljevstvo Toulouse, te je zato sklopio vojni savez sa zapadnorimskim carem Valentinijanom III.  Atila je u to vrijeme bio u dobrim odnosima sa Zapadnim Rimskim Carstvom i njegovim utjecajnim generalom Flavijem Aecijem. Aecije je bio u kratkom izgnanstvu među Hunima 433., a trupe koje je Atila osigurao protiv Gota i Bagauda omogućile su Aeciju dobivanje uglavnom počasnog naslova magister militum na zapadu. Darovi i diplomatski napori Gajzerika, koji se bojao Vizigota i bio s njima u neprijateljskim odnosima, također su vjerojatno utjecali na Atiline planove.
Međutim, Valentinijanova sestra Honoria je u proljeće 450. poslala hunskom kralju molbu za pomoć zajedno sa svojim zaručničkim prstenom kako bi pobjegla od prisilne zaruke s jednim rimskim senatorom. Honoria možda nije namjeravala ponuditi brak, ali Atila je odlučio protumačiti njezinu poruku kao takvu. Prihvatio je zaruku tražeći polovicu zapadnog Carstva kao miraz.
Kada je Valentinijan otkrio plan od bijesa je bio spreman ubiti Honoriju i samo ga je utjecaj njegove majke Galle Placidije uvjerio da je protjera, umjesto da je ubije. Poslao je pismo Atili oštro poričući legitimnost navodne ponude za brak. Atila je poslao izaslanika u Ravennu da proglasi da je prijedlog braka s Honorijom bio legitiman i da će doći tražiti ono što mu je po pravu.
Nakon smrti franačkog vladara, Atila se umiješao u borbu za nasljedstvo franačkog prijestolja. Atila je podržavao starijeg sina, dok je Aecije podržavao mlađeg. (Lokacija i identitet ovih kraljeva nisu poznati i podložni su nagađanjima.) Atila je okupio svoje vazale: Gepide, Ostrogote, Rugijce, Skire, Herule, Turinge, Alane, Burgunde i druge, te započeo svoj pohod na zapad. Godine 451. stigao je s vojskom u Belgijsku Galiju, a broj vojnika je Jordan u svojim kronikama preuveličao na pola milijuna.
Dana 7. travnja osvojio je Metz. Ostali napadnuti gradovi mogu se odrediti po hagiografskim životopisima napisanim u spomen na njihove biskupe: Nikazije je zaklan pred oltarom svoje crkve u Rheimsu; Servat je navodno spasio Tongeren svojim molitvama, a prema legendi je sveta Genoveva spasila Pariz molitvom tako što je preusmjerila Atilinu vojsku na Orleans. Lupus, biskup Troyesa, je prema kronikama zaslužan za spašavanje svog grada tako što je krenuo u procesiju u punoj biskupskoj odori i sa sljedbom popova otišao osobno upoznati Atilu. Atila je bio impresioniran stavom i riječima Lupusa da je odlučio poštedjeti grad.
Flavije Aecije skupio je vojsku i krenuo suprotstaviti se Atili. Aecijevoj vojsci pridružile su se i vojske Franaka, Burgunda i Kelta. Diplomatska misija rimskog senatora Avita i Atilino stalno napredovanje prema zapadu uvjerila je vizigotskog kralja Teodorika I. da se udruži s Rimljanima, usprkos njihovoj uzajamnoj netrpeljivosti. Ujedinjene vojske stigle su do Orléansa pred Atilu, čime su zaustavile hunsko napredovanje, a Huni su se odlučili povući. Aecije se dao u potjeru i susreo je hunsku vojsku pretpostavlja se u blizini grada Catalaunuma (moderni Châlons-en-Champagne). Atila je odlučio krenuti u bitku protiv Rimljana u ravnici gdje je mogao u potpunosti iskoristiti prednosti hunske konjice.
Dvije su se vojske sukobile u Bitci na katalunskim poljima, čiji se ishod obično smatra strateškom pobjedom vizigotsko-rimskog saveza. Teodorik I. je poginuo u borbi, a prema Edwardu Gibbonu i Edwardu Creasyju, Aecije nije u potpunosti iskoristio svoju prednost, jer se bojao posljedica silnog vizigotskog trijumfa isto koliko i vlastitog poraza. S Aecijeva stajališta, najbolji ishod bio je ono što se dogodilo: Teodorik je umro, Atila je bio u povlačenju i neredu, a Rimljani su stekli auru velikih pobjednika.

## Invazija Italije i smrt
Sljedeće godine (452.) Atila je sa svojom vojskom provalio u Sjevernu Italiju na svom putu za Rim kako bi obnovio svoju ženidbu s Honorijom. U svom je pohodu opustošio gradove sjevernog djela Apeninskog poluotoka. Mnoge su lokalne zajednice u bijegu od Atilinog pustošenja pobjegli u nepristupačne dijelove zemlje, tako je primjerice stanovništvo izbjeglo na male otoke u Venecijanskoj laguni i puno kasnije osnovalo Veneciju. Njegova je vojska opljačkala brojne gradove i osvojila Akvileju, te je tako temeljito uništila da je kasnije bilo teško prepoznati njezino izvorno mjesto. Aecije nije imao dovoljno vojnika da se suprotstavi Atili u otvorenoj bitci, ali je uspijevao uznemiravati i usporiti Atilino napredovanje malim vojnim snagama. Atila se konačno zaustavio na rijeci Po, gdje su vjerojatno bolest i glad zavladali među njegovim vojnicima, ometajući na taj način njegove ratne napore.
Car Valentinijan III. poslao je u susret Atili tri izaslanika, visoke državne službenike Gennadija Aviena, Trigetija, i papu Lava I., koji je sam sreo Atilu na rijeci Minciju u blizini Mantove i dobio od njega obećanje da će se povući iz Italije i pregovarati s carem o miru. Prošper Akvitanski dao je kratak opis povijesnog sastanka i svu zaslugu za uspješne pregovore pripisuje Lavu I. Prisk izvještava da je Atilu zaustavio praznovjeran strah da ne doživi Alarikovu sudbinu, pošto je Alarik umro nedugo nakon što je opljačkao Rim 410. godine.
Razlozi Atilina povlačenja su vjerojatno bili i logističke prirode. Italiju je 451. pogodila velika glad i, iako su usjevi 452. nešto bolje rodili,  Atilina razorna invazija na ravnice Sjeverne Italije nije omogućila žetvu. Za napredovanje na Rim bile su potrebne zalihe hrane koje nisu bile dostupne u Sjevernoj Italiji, a osvajanje gradova ne bi poboljšalo Atilinu situaciju s opskrbom. Stoga je Atili bilo isplativije zaključiti mir i povući se u svoju domovinu.
Povrh toga, vojska Istočnog Rimskog Carstva pod vodstvom jednog drugog zapovjednika istog imena Aecije, prešla je Dunav i porazila hunske vojne snage koje je Atila ostavio u domovini kako bi zaštitili svoje matične teritorije. Atila se, dakle, suočio s teškim ljudskim i prirodnim pritiscima da se povuče "iz Italije, a da nikad nije kročio južno od rijeke Po". Kao što Hidacije piše u svojoj Chronica Minora:

## Smrt
Bizantski car Marcijan (Flavius Marcianus) naslijedio je svog zeta Teodozija II. na bizantskom prijestolju. Novi je car 450. godine odbio plaćati danak Hunima i potom uništio hunsku vojsku u domovini dok je Atila s glavninom snaga bio u vojnom pohodu u Sjevernoj Italiji.
Nakon što je Atila sklopio mir sa Zapadnim Rimskim Carstvom i povukao se iz Italije u svoju palaču preko Dunava, planirao je novu invaziju na Carigrad kako bi natjerao Marcijana na ponovo plaćanje danka, no umro je u prvim mjesecima 453.
Priskovi zapisi navode da je Atila bio na gozbi slaveći svoju posljednju ženidbu s lijepom mladom djevojkom Ildikom (ime sugerira gotičko ili ostrogotsko podrijetlo). Usred veselja, međutim, imao je masovno krvarenje i umro. Nije poznata priroda krvarenja: možda je imao krvarenje iz nosa i ugušio se jer nije reagirao zbog pijanstva, ili je podlegao unutarnjem krvarenju zbog puknuća varikoziteta jednjaka. Varikoziteti jednjaka su proširene vene koje se formiraju u donjem dijelu jednjaka, često uzrokovane kroničnom prekomjernom konzumacijom alkohola. Varikoziteti su vrlo krhki i lako mogu puknuti, što dovodi do smrti zbog krvarenja.
Još jedan izvještaj o njegovoj smrti prvi je put zabilježio rimski povjesničar Marcelin Komes 80 godina nakon navedenih događaja. Izvještava da je "Attila, kralj Huna i uništavatelj europskih pokrajina, proboden rukom i oštricom svoje žene". Jedan moderni analitičar sugerira da je on ubijen, ali većina odbacuje ove izvještaje kao glasine, preferirajući izvještaj Atilinog suvremenika Priska, kojeg je u 6. stoljeću prenio povjesničar Jordan.
Atilini sinovi Elak, Dengizik i Ernak, "u svojoj brzopletoj želji za vlašću, svi su podjednako uništili njegovo carstvo". Oni su "zahtijevali da se zemlje međusobno ravnopravno podijele i da im se ratoborni kraljevi zajedno s njihovim narodima ždrijebom dodijele kao kakvo obiteljsko imanje". Protiv takve odluke da se cijeli narodi zajedno s njihovim kraljevima dodijele kao "robovi najniže vrste", germanski savez predvođen gepidskim kraljem Ardarikom (koji je bio poznat po velikoj lojalnosti prema Atili) pobunio se protiv Huna i sukobio se s njima u Panoniji u Bitci na rijeci Nedao 454. U toj je bitci poginuo Atilin najstariji sin Elak. Atilini sinovi "smatrali su Gote izdajnicima, došli su u njihovu zemlju kao da traže odbjegle robove", napali su ostrogotskog suvladara Valamira (koji se borio uz Ardarika i Atilu na Katalunskim poljima), ali su odbijeni, a dio Huna prebjegao je u Skitiju (vjerojatno pod vodstvom Ernaka). Njegov brat Dengizik pokušao je pokrenuti invaziju preko Dunava 468., ali su ga Ostrogoti porazili u bitci kod Bassianae. Dengizika je sljedeće godine ubio rimsko-gotski general Anagast, nakon čega se vladavina Huna ugasila.
Mnoga Atilina djeca i rođaci poznati su po imenu, a neki čak i po djelima, ali ubrzo su pouzdani genealoški izvori gotovo presušili i čini se da nema provjerljivog načina da se uđe u trag Atilinim potomcima. To nije spriječilo mnoge genealoge u pokušaju rekonstruirati valjane linije podrijetla raznih srednjovjekovnih vladara s Atilom. Jedna od najvjerodostojnijih rekonstrukcija nalazi se u Popisu bugarskih kanova gdje se kao prvi i drugi kanovi spominju mitološki Avitohol (možda Atila) i Irnik (možda Ernak) iz protobugarske dinastije Dulo.

## Kasniji folklor i ikonografija
Povjesničar iz 6. stoljeća Jordan uljepšao je Priskovo izvješće, te je u svojim zapisima naveo da je Atila posjedovao "sveti ratni mač Skita", koji mu je osobno poklonio bog Mars učinivši ga time "princem cijelog svijeta".
Krajem 12. stoljeća ugarski kraljevski dvor proglasio je da svoje porijeklo vuku izravno od Atile. Srednjovjekovni povjesničar Lampert od Hersfelda u svojim kronikama izvješćuje da je nešto prije 1071. godine prognana ugarska kraljica Anastazija Kijevska poklonila Atilin mač Otonu Nordheimskom. Čini se da je ovaj mač u biti konjička sablja djelo mađarskih zlatara iz 9. ili 10. stoljeća, koja se danas nalazi u Kunsthistorisches Museumu u Beču.
Anonimni kroničar srednjovjekovnog razdoblja opisao je da su prilikom susreta pape Lava I. i Atile iznad pape letjeli sveti Petar i sveti Pavao s mačem u ruci. Ovu su apoteozu Lava I. kasnije umjetnički prikazali renesansni umjetnici Rafael i kipar Alessandro Algardi, kojima je povjesničar iz 18. stoljeća Edward Gibbon odao počast za uspostavljanje "jedne od najplemenitijih legendi crkvene tradicije".
Prema verziji u srednjovjekovnoj mađarskoj kronici Chronicon Pictum, papa je obećao Atili da će jedan od njegovih nasljednika dobiti svetu krunu (što se odnosi na Svetu mađarsku krunu), ako Atila odustane od osvajanja Rima.
Neke ga kronike opisuju ga kao velikog i plemenitog kralja, a pojavljuje se kao značajan lik u tri nordijske sage: Atlakviða, Volsunga saga, i Atlamál. U Poljskoj kronici Atila se pojavljuje kao Aquila.
Srednjovjekovni svećenici i povjesničari Frutolf Michelsberški i Otto Freisingški isticali su da su neke sage, poput "vulgarnih basni", učinile Teodorika Velikog, Atilu i Ermanarika suvremenicima, premda svaki čitatelj Jordana zna je da to nije slučaj. To se odnosi na takozvane povijesne pjesme o Dietrichu von Bernu (Teodorik), u kojima je Etzel (Atila) prikazan kao prognanik koji je pronašao utočište kod Dietricha od njegovog zlog strica Ermenricha (Ermanarik). Etzel se najviše ističe u pjesmama Dietrichs Flucht i Rabenschlacht. Pojavljuje se također kao Krimhildin drugi plemićki muž u Nibelunzima, u kojima Krimhilda izazove propast Hunskog kraljevstva i kraljevstva njezinih burgundskih rođaka.
Godine 1812. Ludwig van Beethoven došao je na ideju da napiše operu o Atili i za pisanje libreta obratio se Augustu von Kotzebueu, no libreto nikada nije napisan. Godine 1846. Giuseppe Verdi napisao je operu, labavo temeljenu na epizodama Atiline invazije na Italiju.
Prema književnom djelu Glimpses of World History Jawaharlala Nehrua, u Prvom svjetskom ratu je saveznička propaganda nazivala Nijemce "Hunima" nakon govora cara Vilima II. iz 1900. hvaleći Atilinu vojnu hrabrost.
Američka spisateljica Cecelia Holland napisala je povijesni roman Atilina smrt (1973.) u kojem se Atila pojavljuje kao moćna pozadinska figura čiji život i smrt duboko utječu na protagoniste, mladog hunskog i germanskog ratnika.
Ime Atile pojavljuje se u mnogo varijanti na nekoliko jezika: Atli i Atle na staroskandinavskom; Etzel na srednjem visokom njemačkom (Nibelungenlied); Ætla na staroengleskom; Atila, Attila i Etele na mađarskom (Attila je najpopularniji); Atila, Atilla, Atilaj ili Atila na turskom; i Adil i Edil na kazahstanskom; Adil i Edil na mongolskom.
U modernoj Mađarskoj i Turskoj, "Atila" i njegova turska varijacija "Atilla" obično se koriste kao muško ime. U Mađarskoj je nekoliko gradskih toponima nazvano po Atili, primjerice u Budimpešti postoji 10 Atilinih ulica, od kojih je jedna važna ulica iza Budimskog dvorca. Kada su turske oružane snage izvršile invaziju na Cipar 1974. godine, operacija je nazvana po Atili ("Atilin plan").
U filmu Znak pogana iz 1954. filmske kuće Universal Studios, Atilu je glumio Jack Palance.

## Prikazi Atile
- Atila
- Atila prikazan u Poetskim Eddama.
- Prikaz Atile iz 19. stoljeća na palači u talijanskom gradu Certosa di Pavia. Natpis na latinskom: Atila, Bič Božiji.
- Prikaz Atile
- Susret Lava I. i Atile, reljef Alessandro Algardi
(1646. – 1653.)

## Vanjske poveznice
- Works about Attila at Project Gutenberg
- Works by or about Atila at Internet Archive